# 사랑니 (영화)
"사랑니"는 2005년에 공개된 대한민국의 멜로 영화이다.

## 캐스팅
- 김정은 : 조인영 역
- 이태성 : 이석 / 이수 역
- 김영재 : 오정우 역
- 정유미 : 17세 조인영 역
- 최반야 : 영어 선생 역
- 김준성 : 30세 이석 역
- 김지훈 : 학원 남학생 1 역

## 수상
- 2005년 제25회 한국영화평론가협회상
  - 여자신인상 - 정유미
- 2006년 제42회 백상예술대상
  - 영화부문 여자신인연기상 - 정유미